# Skálafjørður
Koordinaten: 62° 8′ 40″ N, 6° 44′ 34″ W

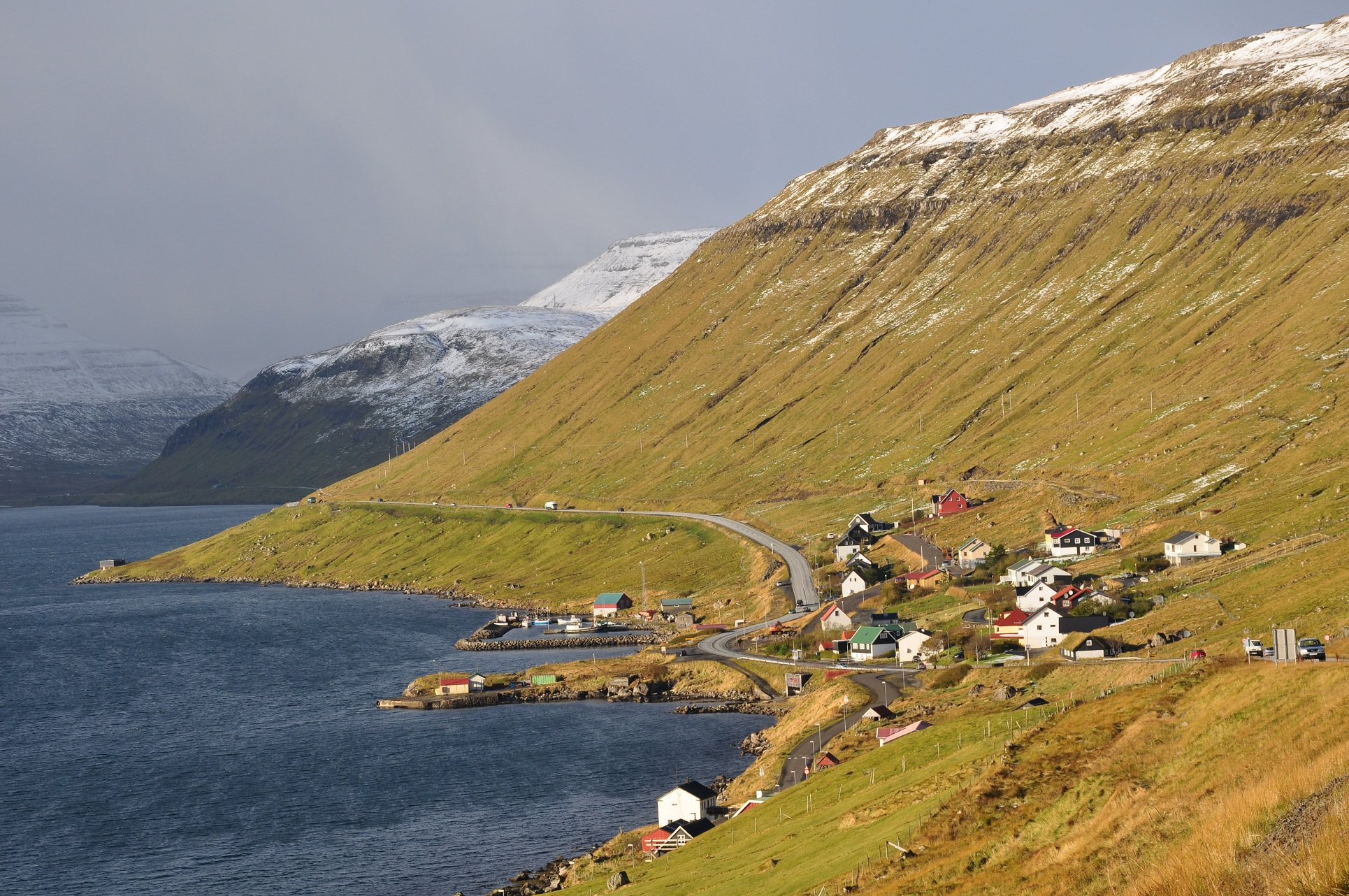
Skipanes am Skálafjørður

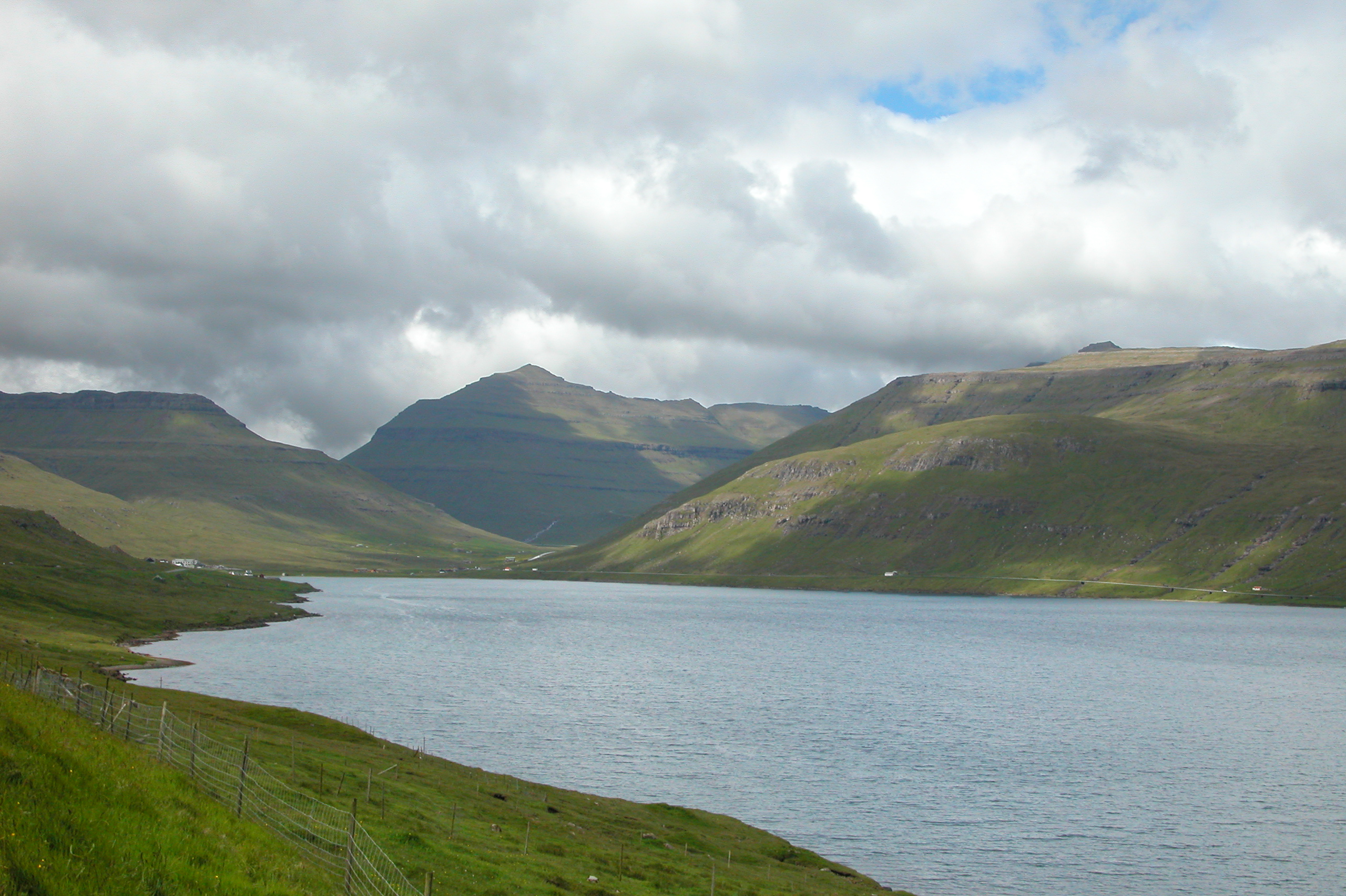
Der Skálafjørður.

Skálafjørður [ˈskɔalaˌfjøːɹʊɹ] (dänischer Name: Skålefjord) ist ein Fjord der Färöer auf Eysturoy.
Er ist mit ca. 14 Kilometern der längste Fjord des Archipels. Entlang des Ostufers befinden sich an ihm vom Süden her folgende Orte: Nes, Toftir, Saltnes, Runavík, Saltangará, Glyvrar, Lambareiði, Søldarfjørður, Skipanes, Gøtueiði und Skálabotnur; entlang des Westufers Richtung Süden hingegen: Skáli, Innan Glyvur und Strendur.
Unmittelbar an der Küste auf beiden Seiten verläuft eine Landstraße, die alle genannten Orte miteinander verbindet. Besonders das Gebiet um Toftir und Rúnavík ist eines der größten Ballungsgebiete der Färöer.
Während der britischen Besetzung der Färöer im Zweiten Weltkrieg hatte der Fjord eine besondere strategische Bedeutung als natürlicher Marinehafen. Schwere Schiffskanonen wachten über den Fjordeingang bei Nes, und eine Flakbatterie verteidigte ihn vor deutschen Luftangriffen, die immer wieder einmal geflogen wurden. Um den Fjord vor U-Booten zu sichern, konnte ein unterseeisches Stahlnetz am Eingang gespannt werden. Hier befand sich auch ein wichtiges Erdöldepot. Heute sind noch vier von den Briten errichtete Öltanks zu sehen, sie befinden sich an dem kleinen Wald Viðarlundin í Søldarfirði im Dorf Søldarfjørður.
Durch seine geschützte Lage wird der Fjord noch heute als Ausweichhafen genutzt, wenn der Wind ungünstig auf Tórshavn steht.